# Jonathan Edwards (teólogo)
Jonathan Edwards (5 de outubro de 1703 - 22 de março de 1758) foi pregador congregacional, teólogo calvinista e missionário aos índios americanos, e é considerado um dos maiores filósofos norte-americanos.
O trabalho teológico de Edwards é muito abrangente, com sua defesa da teologia reformada, a metafísica do determinismo teológico, e a herança puritana. Edwards teve um papel fundamental na formação do Primeiro Grande Despertamento e supervisionou alguns dos primeiros fogos de avivamento em 1733-1735 na sua igreja em Northampton, Massachusetts. O sermão de Edwards "Pecadores nas Mãos de um Deus Irado", é considerado um clássico da literatura americana inicial, o que ele fez durante outra onda de renascimento em 1741, após a visita de George Whitefield as Treze Colônias. Edwards é amplamente conhecido por seus muitos livros: O fim para o qual Deus criou o mundo, A Vida de David Brainerd, que serviu para inspirar milhares de missionários de todo o século XIX, que muitos evangélicos reformados leem ainda hoje. Edwards morreu devido a uma inoculação contra a varíola, pouco após o início da presidência do Colégio de Nova Jersey (que mais tarde veio a se tornar a Princeton University), e foi o avô de Aaron Burr.

## Infância e Juventude
Jonathan Edwards nasceu em East Windsor, Connecticut, Estados Unidos, sendo seu pai um ministro do evangelho que militou na Igreja Congregacional. Criado em um lar evangélico, isto o estimulou sobremaneira desde o início de sua vida a um grande fervor espiritual, tendo já desde a meninice grande preocupação com a obra de Deus e com a salvação de almas.
Ele começou a estudar o latim aos seis anos de idade e aos treze já era fluente também em grego e hebraico. Com dez anos escreveu um ensaio sobre a imortalidade da alma e aos onze, escreveu um excelente texto sobre as aranhas voadoras. Em 1716, quando tinha apenas treze anos, ingressou na Universidade de Yale, de fundação dos Puritanos em New Haven, e em 1720 obteve o bacharelado, iniciando em seguida os seus estudos teológicos nesta mesma instituição, obtendo o mestrado em 1722. Em seguida, assumiu uma cadeira de professor assistente em Yale, cargo que ocupou por dois anos.

## Ministério
Após ser professor em Yale, sentiu o chamado para o ministério e pastoreou uma Igreja Presbiteriana em Nova York em 1722 (por um período de oito meses), em 1726, então aos 23 anos, assumiu o posto de segundo pastor na Igreja Congregacional de Northampton, Massachussetts; igreja esta que era pastoreada por seu avô Solomon Stoddard (1643-1729), e a segunda maior da região, com mais de seiscentos membros, o que era praticamente toda a população adulta daquela localidade.
Em julho de 1727 casou-se com Sarah Pierrepont, filha de James Pierrepont, pastor da Igreja de New Haven, e bisneta do primeiro prefeito de Nova York, com quem teve 11 filhos, sendo que uma de suas filhas veio a se tornar mãe do vice-presidente Aaron Burr.
Em 1729, com a morte do seu avô, Jonathan se tornou o pastor titular da Igreja Congregacional de Northampton, na qual cinco anos depois ocorreria um grande avivamento, entre 1734-35, chamado de "O Grande Despertamento", que se iniciou entre os presbiterianos e luteranos na Pensilvânia e em Nova Jersey, e que teve seu apogeu por volta do ano de 1740, através do trabalho de George Whitefield. Foi nessa cidade que pregou seu sermão mais famoso: Pecadores nas Mãos de um Deus Irado.
Em 1750, depois de pastorear a Igreja Congregacional de Northampton por 23 anos, Jonathan Edwards foi despedido pela Igreja por ser contrário à prática de se servir a Ceia do Senhor a pessoas não convertidas, pratica instituída por seu avô, e que era do gosto da Igreja. Em seu sermão de despedida disse:
Portanto, quero exortá-los sinceramente, para o seu próprio bem futuro, que tomem cuidado daqui em diante com o espírito contencioso. Se querem ver dias felizes, busquem a paz e empenhem-se por alcançá-la (I Pedro 3:10-11). Que a recente contenda sobre os termos da comunhão cristã, tendo sido a maior, seja também a última. Agora que lhes prego meu sermão de despedida, eu gostaria de dizer-lhes como o apóstolo Paulo disse aos Coríntios em II Coríntios 13.11: "Quanto ao mais, irmãos, regozijai-vos, sede perfeitos, sede consolados, sede de um mesmo parecer, vivei em paz; e o Deus de amor e de paz será convosco."

## Final da vida
Em 1751, ele foi para Stockbridge, na colônia de Massachussetts, onde foi pastor dos colonos e missionário entre os índios. Ali ele escreveu A Liberdade da Vontade, sua principal obra filosófica. Em 1757, foi convidado a ser o presidente do Colégio de Nova Jersey, que viria posteriormente a ser a hoje conhecida Universidade de Princeton.
Em 22 de março de 1758, um mês após ter tomado posse como presidente do Colégio, Jonathan Edwards morreu devido a complicações resultantes de uma vacina contra a varíola.
Encontra-se sepultado no Princeton Cemetery, Princeton, Condado de Mercer, Nova Jersey nos Estados Unidos.